# National Enquirer
El National Enquirer (conocido comúnmente como el Inquirer) es un tabloide estadounidense publicado por American Media Inc. (AMI). El periódico es conocido por sus artículos relacionados con las celebridades. Desde ya hace mucho tiempo que utiliza su famosa frase, "Enquiring minds want to know" ("Las mentes curiosas quieren saber").

## Primeras décadas: los años de Pope
Fundado en 1926 como The New York Enquirer, fue comprado en 1952 por Generoso Pope Jr., según se dice con fondos provistos por Frank Costello. Es también sabido que Costello proveyó los dineros en cambio por la promesa del Enquirer de abstenerse de mencionar las actividades de la Mafia.
En 1954, Pope reordenó el formato broadsheet al tabloide, y cambió su nombre a The National Enquirer. Pope trabajó incansablemente en las décadas de 1950 y 1960 para aumentar la circulación y la forma de llamar la atención. A fines de los años 50 y hasta 1967 The National Enquirer fue conocido por sus sangrientos y perturbadores titulares e historias tales como: "I Cut Out Her Heart and Stomped On It!" (septiembre de 1963) y "Mom Boiled Her Baby And Ate Her!" (¡Madre Hirvió A Su Bebé Y Se Lo Comió!) (1962). En aquel tiempo el periódico era vendido solamente en kioscos y farmacias, dado que los titulares sangrientos no eran bien recibidos en los supermercados familiares. Pope manifestó que él tenía la idea del formato y de aquellas sangrientas historias cuando vio gente congregada alrededor de los accidentes automovilísticos. La circulación alcanzó un récord de 1 millón de ejemplares a mediados de la década de los 60. Su mayor logro fue ser pionero en la idea de vender revistas en las cajas de los supermercados. Para poder ingresar a los ellos, Pope cambió completamente el formato del periódico a fines de 1967 eliminando toda la violencia en lugar de la focalización en las celebridades, lo relacionado con las ciencias ocultas y fenómenos paranormales, los ovnis, etc. En 1971, Pope trasladó sus oficinas principales de Nueva York a Lantana, Florida. Luego fue reubicado en el sur nuevamente; pero esta vez 15 millas, en Boca Raton, también en Florida.
Durante gran parte de los 70 y los 80, The National Enquirer patrocinó la instalación del árbol de Navidad más grande en el mundo en sus oficinas centrales en Lantana, lo cual se transformaría en una tradición anual. Un árbol era transportado a mediados de otoño (primavera en el hemisferio sur) por tren desde la costa Noroeste del Pacífico y descargado por grúa en las propiedades adyacentes a The National Enquirer. Cada noche durante la temporada de Navidad, miles de visitantes iban a ver el árbol. Esto fue creciendo como uno de los eventos más celebrados en el sur de Florida. A pesar de ser tremendamente caro, este fue el "regalo de Navidad" de Pope a la comunidad local. Esta tradición se acabó con la muerte de Pope en 1988.
A la muerte de Pope, el imperio de The National Enquirer incluía Weekly World News, y Distribution Services, Inc. Los dueños que continuaban vivos, incluida la viuda de Pope, Lois, vendió la compañía a un consorcio entre MacFadden Publishing y Boston Ventures por 412 millones de dólares. Poco después, la compañía compró la principal competencia del Enquirer, el tabloide The Star de Rupert Murdoch. Los intereses combinados fueron controlados por la nueva compañía formada: American Media Inc (AMI).

## Historia reciente
En 1981, la actriz Carol Burnett ganó un juicio contra el Enquirer después de reclamar tras haber sido vista ebria en público con Henry Kissinger. El hecho que su pareja de padres sufriera de alcoholismo era un tema muy sensible para Burnett. Bajo las leyes de los Estados Unidos, en caso de ser culpable de difamación, la publicación debe mostrar que tiene conocimiento de que los hechos publicados son falsos y difamatorios, logrando Burnett un éxito, y sentando precedentes en el periodismo de los tabloides estadounidenses. El exeditor en jefe por largo tiempo, Iain Calder, en su libro La Historia No Contada (The Untold Story) aseguró mucho tiempo después, que el Enquirer trabajó duro por confirmar la confiabilidad de los hechos y sus fuentes.
El Enquirer luego tendría reconocimiento por sus investigaciones periodísticas y primicias noticiosas. En 2001, el Enquirer descubrió que el Reverendo Jesse Jackson tenía un hijo ilegítimo. Lascivos detalles de la relación entre Bill Clinton y Monica Lewinsky fueron de conocimiento público en primicia por el Enquirer. El Enquirer también es recordado por tener la mejor cobertura de todos los medios respecto al juicio de O. J. Simpson por asesinato. Por ejemplo, cuando una huella distintiva de un zapato de Bruno Magli fue encontrada en la escena del crimen, Simspon negó vehementemente que esos zapatos fueran de él. El Enquirer publicó una fotografía de él con un par de esos zapatos. La cobertura del juicio a Simpson por parte del Enquirer fue encabezada por David Perel, quien luego se convertiría en editor en jefe.
En 1999 AMI fue comprada por un grupo encabezado por el ejecutivo publicitario David Pecker. Los fondos fueron desviados por The Enquirer, que consideraba ser el corazón y alma de la compañía, a The Star. El editor Steve Coz, quien guio al periódico durante el caso Simpson, fue despedido luego de que Pecker apuntara al editor de Us Weekly Bonnie Fuller como director del grupo editorial. Él fue reemplazado por su agente David Perel.
AMI estuvo entre las víctimas de los ataques con carbunco en 2001: un editor de fotografía de una de las publicaciones hermanas del Enquirer murió luego de abrir un sobre que contenía esporas de carbunco. Todo el complejo de oficinas de AMI en Boca Raton fue cerrado y puesto en cuarentena. AMI trasladó sus oficinas centrales a otro edificio en la ciudad.
La controversia acerca del falso contenido fue puesto en el tapete nuevamente cuando un artículo de 2002 decía que los miembros masculinos de la familia de la secuestrada Elizabeth Smart estaban involucrados en un rumor de que eran homosexuales. Asimismo, dos reporteros del Salt Lake Tribune fueron despedidos luego de que se conociera que ellos habían pagado 20.000 dólares por la historia, que ellos habían fabricado. El Enquirer imprimió un retracto, y luego amenazaron con demandar al Salt Lake Tribune por crear dichos falsos y difamatorios acerca de la publicación.
El tiraje del Enquirer cayó durante un tiempo bajo el límite del millón de ejemplares (en su mejor tiempo ha llegado a imprimir 6 millones de ejemplares), pero AMI buscó soluciones a corto plazo, incluyendo la presentación de cerca de 20 periodistas británicos a inicios de 2005, encabezados por el editor, Paul Field, un exejecutivo del tabloide londinense The Sun. AMI reubicó sus oficinas editoriales de vuelta en Nueva York en el relanzamiento de abril de 2005. Las jugadas fallaron y Field, en conjunto con todo el contingente británico, fue reemplazado recién al año después, cuando la compañía recontrató a Perel, y anunció que las oficinas del Enquirer volverían a Florida en mayo de 2006. La circulación del periódico se encaramaba por sobre el millón de lectores nuevamente.
A inicios de marzo de 2007 el periódico bloqueó el acceso a su sitio web a los lectores británicos e irlandeses debido a una historia acerca de Cameron Diaz que ellos habían publicado en 2005 y por lo cual recibieron una disculpa. La disculpa se refería a una historia que habían publicado en 2005 que Field tituló "Cameron Sorprendida Engañando (a su pareja)" ("Cameron Caught Cheating"), que luego fue confirmada como falsa (la fotografía que acompañaba a la nota era solo un abrazo de despedida a un amigo, no evidencia de un engaño). A pesar de que solo 279 direcciones web del Reino Unido habían visto la historia, se consideró que la historia podía ser publicada en el Reino Unido. Las leyes inglesas de difamación son más amigables y no es necesario probar la real malicia del demandante para poder ganar. En octubre de 2007, el Enquirer destapó la relación extramatrimonial del político, John Edwards, con la cineasta, Rielle Hunter. Hunter había trabajado en la campaña de Edwards para lograr la candidatura a las elecciones presidenciales de 2008 por el partido demócrata.